# Bohdaniwka (rejon bachmucki)
Bohdaniwka (ukr. Богданівка) – wieś na Ukrainie, w obwodzie donieckim, w rejonie bachmuckim, w hromadzie Czasiw Jar. W 2001 liczyła 97 mieszkańców.